# (34584) 2000 SX351
2000 SX351 (asteroide 34584) é um asteroide da cintura principal. Possui uma excentricidade de 0.12620190 e uma inclinação de 14.33212º.
Este asteroide foi descoberto no dia 29 de setembro de 2000 por LONEOS em Anderson Mesa.